# Screamer 2
Screamer 2 — компьютерная игра, разработанная компанией Milestone S.r.l. и изданная Virgin Interactive Entertainment. Была выпущена 30 сентября 1996 года в Северной Америке и 15 ноября в Европе. Это вторая игра в серии Screamer. В отличие от своего предшественника, который в значительной степени опирался на Ridge Racer от Namco, Screamer 2 перешёл к раллийному стилю, заменив шесть высокоскоростных дорожных автомобилей из предыдущей игры четырьмя раллийными автомобилями. Игра поддерживает до двух игроков с разделением экрана и до четырёх игроков по сети. Продолжение, Screamer Rally, было выпущено в 1997 году.
GOG.com в 2012 году выпустил версию для Windows и Mac OS X.

## Отзывы
GameSpot поставил игре оценку 7,0 из 10, похвалив графику, саундтрек и цену, но раскритиковав физику автомобилей. Критик Next Generation назвал её «одной из первых гоночных игр для PC, достигшей консольной частоты кадров и выдающегося аркадного управления». Он положительно отозвался о разнообразии треков, текстурах карт, техно-саундтреке, многопользовательских режимах и том факте, что вражеский ИИ может время от времени допускать случайные ошибки, и поставил игре 4 звезды из 5. GamePro прокомментировал: «Screamer 2 врывается на ПК с захватывающими столкновениями и подрезаниями, которые можно найти в консольных играх, таких как Daytona. Но вот в чём загвоздка: чтобы получить достойную графику и высокую скорость на треке, вам действительно нужно что-то из линейки Pentium 166». Он также особо отметил реалистично движущиеся автомобили и необходимость играть с режимом lo-res при использовании оборудования среднего уровня. Coming Soon Magazine оценил игру на 89/100, похвалив как геймплей, так и графику.